# Tuffi ai campionati mondiali di nuoto 2009 - Piattaforma 10 metri sincro maschile
Le qualificazioni si sono disputate il 24 luglio 2009; hanno partecipato 28 atleti di 14 nazioni; i primi 12 dopo il primo turno sono passati alla finale che si è disputata il 25 luglio.

## Medaglie
| Posizione | Atleti                                                    | Paese       |
| --------- | --------------------------------------------------------- | ----------- |
|           | Huo Liang, Yue Lin                                        | Cina        |
|           | David Boudia, Thomas Finchum                              | Stati Uniti |
|           | Jose Antonio Guerra Oliva, Jeinkler Ernesto Aguirre Manso | Cuba        |

## Risultati
| Pos. | Atleta                                                         | Prel.  | Prel. | Finale | Finale |
| Pos. | Atleta                                                         | Punti  | Pos.  | Punti  | Pos.   |
| ---- | -------------------------------------------------------------- | ------ | ----- | ------ | ------ |
|      | Cina Huo Liang, Yue Lin                                        | 480.06 | 1     | 482.58 | 1      |
|      | Stati Uniti David Boudia, Thomas Finchum                       | 426.54 | 4     | 456.84 | 2      |
|      | Cuba Jose Antonio Guerra Oliva, Jeinkler Ernesto Aguirre Manso | 427.38 | 3     | 456.60 | 3      |
| 4    | Germania Patrick Hausding, Sascha Klein                        | 447.24 | 2     | 455.76 | 4      |
| 5    | Italia Andrea Chiarabini, Francesco Dell'Uomo                  | 386.61 | 11    | 411.03 | 5      |
| 6    | Corea del Sud Kyungmin Kwon, Kwanhoon Cho                      | 362.46 | 12    | 408.84 | 6      |
| 7    | Canada Riley McCormick, Reuben Ross                            | 423.72 | 5     | 406.98 | 7      |
| 8    | Messico Iván García, Germán Sánchez                            | 407.28 | 6     | 400.83 | 8      |
| 9    | Regno Unito Max Brick, Thomas Daley                            | 396.36 | 10    | 390.36 | 9      |
| 10   | Russia Viktor Minibaev, Il'ja Zacharov                         | 405.51 | 7     | 389.91 | 10     |
| 11   | Bielorussia Vadzim Kaptur, Aljaksandr Varlamaŭ                 | 404.07 | 8     | 385.77 | 11     |
| 12   | Ucraina Oleksandr Bondar, Oleksandr Horškovozov                | 397.62 | 9     | 384.87 | 12     |
| 13   | Brasile Rui Marinho, Hugo Parisi                               | 356.01 | 13    | -      | -      |
| 14   | Venezuela Edickson Contreras, Enrique Rojas                    | 338.91 | 14    | -      | -      |